# Ammorbidente
Un ammorbidente è un preparato che si aggiunge al detersivo per rendere morbidi i tessuti nel bucato domestico, tipicamente durante il ciclo di risciacquo della lavatrice. Un ammorbidente, che ha anche proprietà antistatiche, agisce legandosi alla superficie delle fibre tessili e impedendo loro di appiccicarsi tra loro durante la fase dell'asciugatura. Questi preparati sono disponibili sia come soluzioni sia come solidi e possono essere impregnati nelle salviette per l'asciugatrice, che li liberano sotto l'azione del calore prodotto dalla macchina. Con lo stesso termine, nell'industria tessile si designa una sostanza impiegata nel trattamento dei tessuti prima della tessitura per renderli più morbidi e più soffici.

## Varietà
Molte lavatrici moderne hanno un erogatore che aggiunge automaticamente l'ammorbidente liquido al risciacquo finale. Per chi usa le lavanderie automatiche, può essere necessario aggiungerlo manualmente. Alcune marche di detersivo in polvere hanno l'ammorbidente mescolato, il che, secondo i produttori, è più conveniente rispetto all'acquisto separato di detersivo in polvere e ammorbidente. Alcuni produttori affermano anche che i loro prodotti rendono più facile la stiratura o l'asciugatura dei tessuti. Tutti gli ammorbidenti liquidi si mescolano all'acqua — o aggiungendoli direttamente all'acqua del risciacquo finale o mediante diluizione acqua-ammorbidente in proporzione 2:1 in un erogatore automatico. Anche l'ammorbidente diluito però può macchiare il bucato quando si versa direttamente sui capi, e può rovinarli.
Gli ammorbidenti per asciugatrice sono forniti normalmente sotto forma di salviette trattate che si aggiungono all'asciugatrice per ammorbidire i tessuti e prevenire l'addensamento dell'elettricità statica nei tessuti delicati. Molti utilizzatori sostengono che le salviette per l'asciugatrice possono avere anche usi alternativi, ad esempio per rimuovere la polvere o i peli dagli abiti.

## Meccanismo di azione
Gli ammorbidenti rivestono la superficie di un tessuto di composti chimici che sono carichi elettricamente, facendo "alzare" i fili dalla superficie così che il tessuto sia più morbido e soffice. Gli ammorbidenti cationici si legano per attrazione elettrostatica ai gruppi carichi negativamente sulla superficie delle fibre e neutralizzano la loro carica. Le lunghe catene alifatiche si allineano quindi verso l'esterno della fibra, aumentandone la viscosità.
Le sostanze chimiche ammorbidenti elettricamente conduttive impediscono anche l'addensamento delle cariche statiche nelle asciugatrici. Altri vantaggi che i produttori attribuiscono agli ammorbidenti comprendono il minore attrito durante la stiratura, l'accresciuta resistenza alle macchie, il ridotto raggrinzimento e infeltrimento e il minor tempo per l'asciugatura. Gli ammorbidenti cationici si aggiungono durante il ciclo di risciacquo piuttosto che in quello di lavaggio, perché possono inteferire con l'azione detergente. Oltre alle sostanze chimiche ammorbidenti, i preparati possono comprendere acidi o basi per mantenere il pH ottimale per l'assorbimento, agenti antischiuma a base di silicone, emulsionanti e colori; la maggior parte di essi contengono anche fragranze.

## Composizione
I primi ammorbidenti per cotone erano tipicamente basati su un'emulsione acquosa di sapone e olio di oliva, olio di semi di mais od olio di sego. I composti ammorbidenti differiscono per l'affinità ai vari tessuti. Alcuni funzionano meglio sulle fibre a base di cellulosa (cioè il cotone), altri hanno maggiore affinità con i materiali idrofobici come il nylon, il polietilene tereftalato, il poliacrilonitrile, ecc. I nuovi composti a base di silicone, come il polidimetilsilossano, funzionano lubrificando le fibre. I produttori usano pure derivati con gruppi funzionali contenenti amine o amidi. Questi gruppi migliorano il legame dell'ammorbidente con i tessuti.
Poiché gli ammorbidenti sono spesso idrofobici, si presentano comunemente sotto forma di emulsione. Nelle prime formulazioni, i produttori usavano i saponi come emulsionanti. Le emulsioni di solito sono fluidi opachi, lattiginosi. Tuttavia, ci sono microemulsioni, dove le goccioline della fase idrofobica sono sostanzialmente più piccole. Le microemulsioni offrono il vantaggio dell'accresciuta capacità delle particelle più piccole di penetrare nelle fibre. I produttori spesso usano come emulsionante una miscela di surfattanti cationici e non ionici. Un altro approccio è l'uso di una rete polimerica, un polimero emulsionante.

### Ammorbidenti cationici
Negli anni 1950, i produttori introdussero il distearildimetilammonio cloruro (DHTDMAC) come ammorbidente, inizialmente per contrastare la sensazione di ruvidezza che la lavatrice conferiva ai pannolini di stoffa. Tuttavia il suo uso è cessato perché il catione biodegrada troppo lentamente. Gli ammorbidenti contemporanei sono per la maggior parte a base di sali di cationi di ammonio quaternario in cui l'acido grasso è collegato al centro quaternario mediante legami esterei; questi sono comunemente indicati come esteri della betaina e sono suscettibili di degradazione, ad esempio, per idrolisi. Tipicamente, i cationi contengono uno o due lunghe catene alchiliche derivate da acidi grassi legati ad un sale di ammonio etossilato. Altri composti cationici possono essere derivati da sali di ammonio dell'imidazolo o della guanidina.

Tensioattivi cationici usati come ammorbidenti
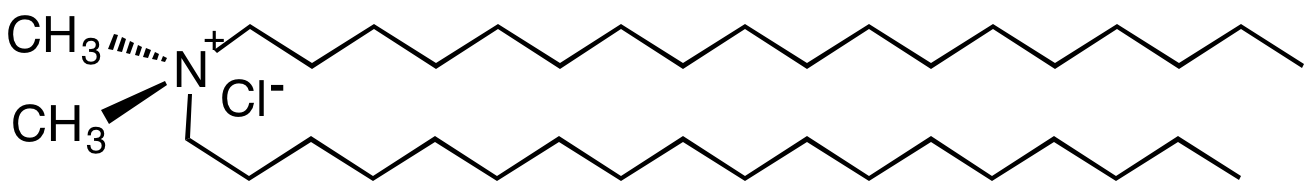
Distearildimetilammonio cloruro, un ammorbidente di prima generazione non più usato per la sua scarsa biodegradabilità
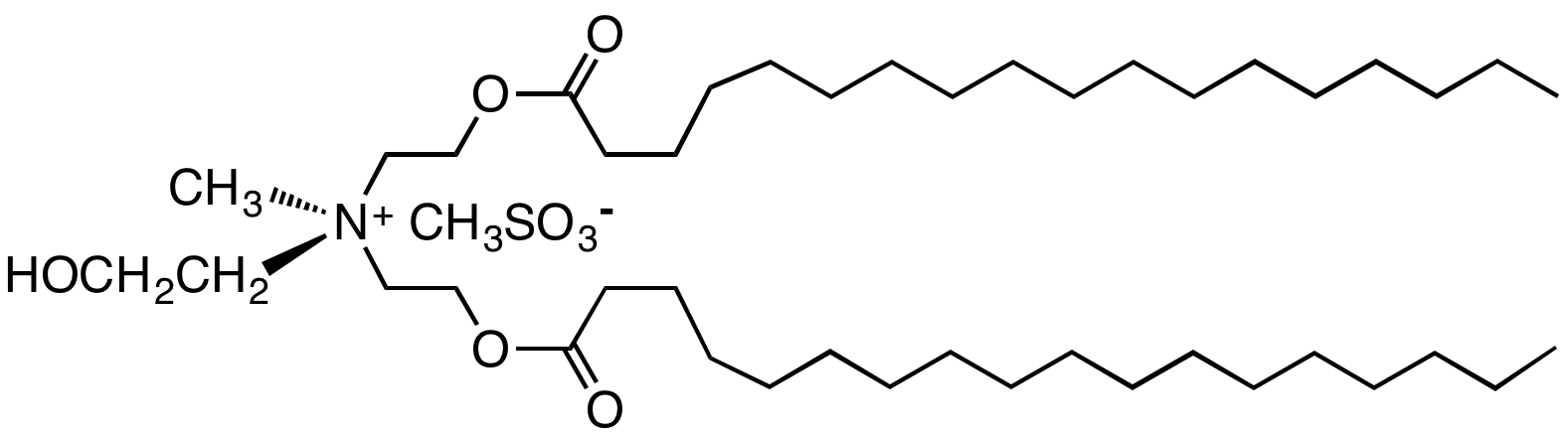
Un esempio di diestere quaternario usato come ammorbidente
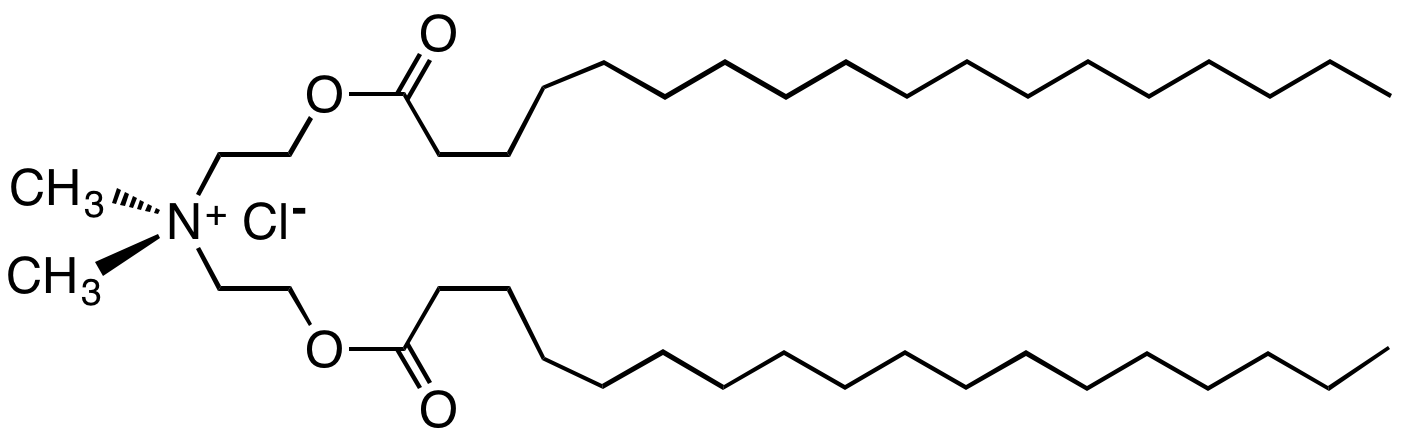
Il dietil e il dimetil ammonio cloruro, noti ammorbidenti
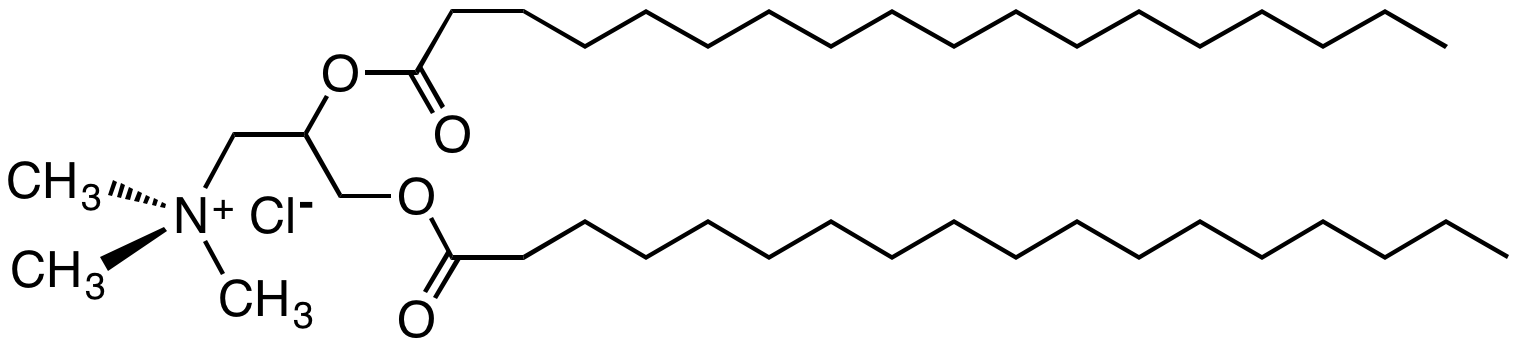
Un altro esempio di diestere quaternario usato come ammorbidente

### Ammorbidenti anionici
Gli ammorbidenti anionici e gli agenti antistatici possono essere, ad esempio, sali di monoesteri e diesteri di acido fosforico e gli alcoli grassi. Questi si usano spesso insieme agli ammorbidenti cationici convenzionali. Gli ammorbidenti cationici sono incompatibili con i surfattanti anionici nei detergenti, perché si combinano con loro per formare un precipitato solido. Per questo occorre che essi siano aggiunti nel ciclo di risciacquo. Gli ammorbidenti anionici possono combinarsi direttamente con i surfattanti anionici. Altri ammorbidenti possono essere basati sulle argille smectiche. Alcuni composti, come gli esteri fosfati etossilati, hanno proprietà ammorbidenti, antistatiche e surfattanti.

## Rischi per la salute
Al pari dei saponi e dei detergenti, gli ammorbidenti possono causare dermatiti irritanti da contatto. I produttori producono ammorbidenti senza coloranti e profumi per il rischio di irritazione della pelle. L'uso eccessivo dell'ammorbidente può rendere gli abiti più infiammabili, a causa della natura a base di grassi della maggior parte degli ammorbidenti. Parecchie morti sono state attribuite a questo fenomeno, e i produttori di ammorbidenti raccomandano di non usarli su abiti etichettati come ignifughi.